# Larrea tridentata

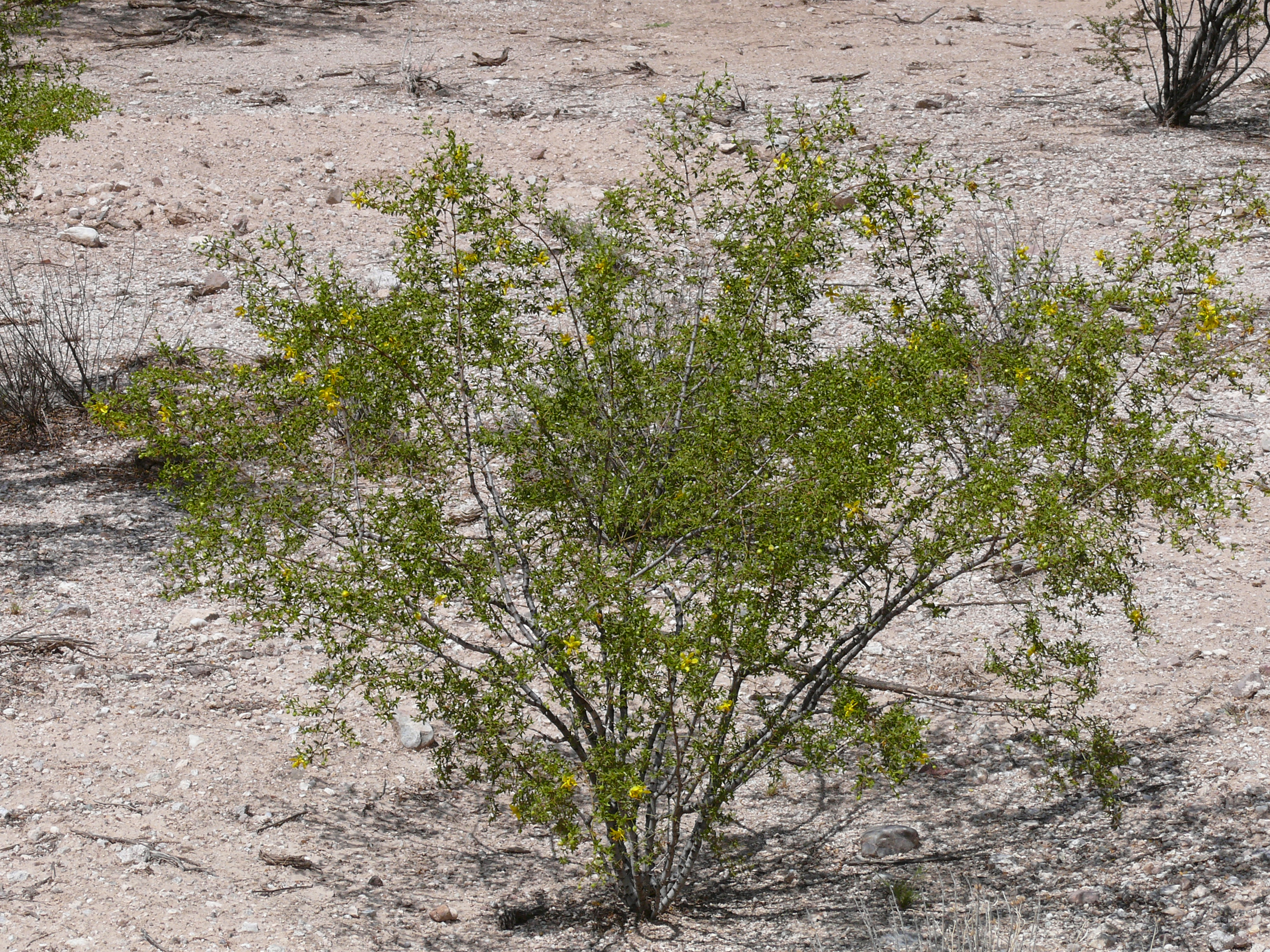
Pokrój

Larrea tridentata – gatunek rośliny z rodziny parolistowatych. Pochodzi z południowych obszarów Ameryki Północnej.

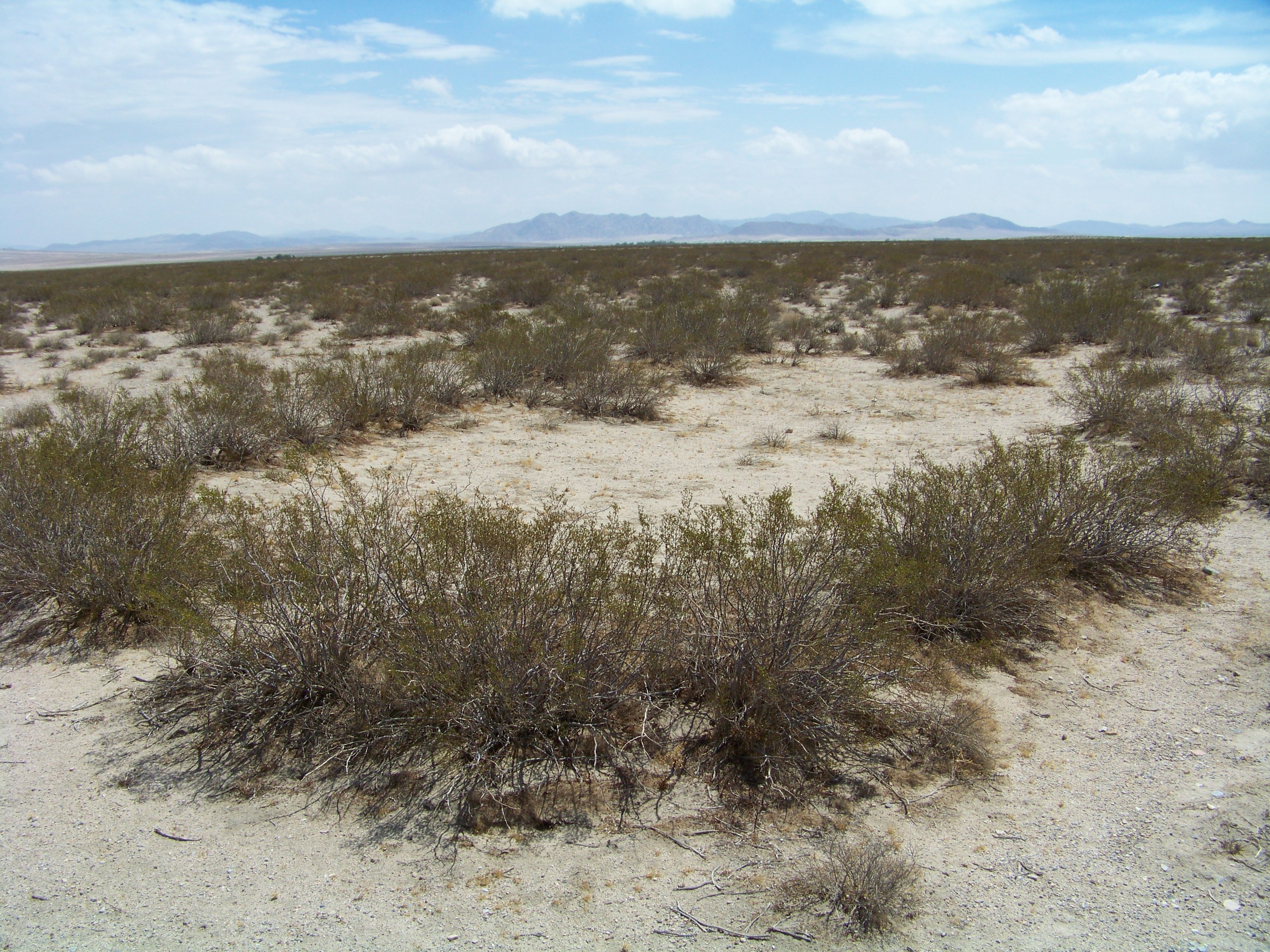
King Clone

## Długowieczność
Jest to roślina pustynna, tworząca zarośla rozwijające się poprzez odrosty w kierunku zewnętrznym, podczas gdy stare pędy wewnętrzne zamierają. W trakcie takiego rozwoju powstają nieregularne pierścienie o średnim tempie powiększania się szacowanym na 0,66 mm na rok (datowanie radiowęglowe) lub 0,7–0,8 mm na rok (analiza słojów). Dla najstarszych osobników przybierają one kształt elipsy, której długość osi wielkiej przekracza 20 m. Najstarszy znany egzemplarz nazwany „King Clone” odkryto na pustyni Mojave w pobliżu miejscowości Lucerne Valley. Na podstawie analizy rozmiarów pierścienia o średnim promieniu wynoszącym 7,8 m oszacowano jego wiek na ok. 11,7 tys. lat, co czyni go jednym z najstarszych żywych organizmów na Ziemi. 

## Zastosowanie
Jest w szerokim zakresie wykorzystywana w tradycyjnym ziołolecznictwie meksykańskim.
Preparaty tej rośliny stosowane w ziołolecznictwie mają znany potencjał hepatotoksyczny.